# Rostgumpsdvärgmal
Rostgumpsdvärgmal (Stigmella trimaculella) är en fjärilsart som först beskrevs av Adrian Hardy Haworth 1828.  Rostgumpsdvärgmal ingår i släktet Stigmella, och familjen dvärgmalar. Arten är reproducerande i Sverige.